# چاودار وحشی (سرده)
چاودار وحشی (نام علمی: Elymus) نام یک سرده از تیره گندمیان است.